# 高音符丝鳖甲蜗牛
高音符丝鳖甲蜗牛（学名：Macrochlamys hippocastaneum），是柄眼目丝鳖甲蜗牛科Macrochlamys属的一种。在台湾為外來種，可能原生分布於印度。常發現於公园、菜园、郊区荒地。